# Konstantin Bodin
Konstantin Bodin (srbsky Константин Бодин) byl v letech asi 1082 až 1101 vládcem srbského státního útvaru Duklja (nazývaného také Zeta). Za jeho vlády Duklja dosáhla vrcholného rozvoje, po ní se centrum srbské státnosti přesunulo do Rašky.
Konstantin Bodin byl synem Michala I., prvního dukljanského krále. Roku 1072 jím byl vyslán v čele vojska na pomoc slovanskému protibyzantskému povstání v okolí makedonské Skopje. Po počátečních úspěších byl povstalci dokonce jmenován jejich carem pod jménem Petr III., nakonec však bylo povstání Byzancí potlačeno. Konstantin byl zajat a skončil ve vyhnanství v Antiochii, odkud se vrátil s pomocí benátských námořníků najatých Michalem.
Za své vlády využíval toho, že Byzantská říše bojovala s Normany, Pečeněhy a Seldžuky. K Duklje připojil doposud byzantské oblasti Bosnu a Rašku, v níž ustanovil správci Vukana a Marka. V protibyzantských výpadech pokračoval i v 90. letech a dočasně se opět dostal do zajetí.